# Gonatocerus venustus
Gonatocerus venustus är en stekelart som beskrevs av Zeya 1995. Gonatocerus venustus ingår i släktet Gonatocerus och familjen dvärgsteklar. Inga underarter finns listade i Catalogue of Life.